# Dangolsheim
Dangolsheim ist eine französische Gemeinde mit 697 Einwohnern (Stand 1. Januar 2021) im Département Bas-Rhin in der Region Grand Est (bis 2015 Elsass).

## Geografie
Durch die Gemeinde Dangolsheim fließt der Kehlbach. Nachbargemeinden von Dangolsheim sind Soultz-les-Bains im Norden und Osten, Mutzig im Süden, Dinsheim-sur-Bruche im Südwesten sowie Bergbieten im Westen und Nordwesten.

## Geschichte
Mitte des 8. Jahrhunderts tritt der Ort ins Licht der Geschichte: Zwar gilt eine Schenkung an das Kloster Schwarzach von 753 als Fälschung, doch die Schenkungen an das Kloster Weißenburg in den Jahren 760, 775, 779 und 784 sind – wie alle Eintragungen im „Liber Donationum“ als echt anerkannt (Quellen: TradWiz 170, 055, 096 und 060). Für das Jahr 900 haben die Mönche des Klosters Marmoutier eine Schenkung an ihr Kloster in der „Charta bonorum Mauri Monasterii“ eingetragen, deren Echtheit nicht bezweifelt wird (Regnum Francorum online Marmoutier o.Nr.). Und 1274 beurkundete König Rudolf von Habsburg, dass das Dorf in seinem Besitz und im Besitz des Bischofs von Straßburg verbleiben soll (Regesta Imperii RIplus URH 3,13). Nach der Aufgabe des bischöflichen Besitzanteils wurde Dangolsheim zum Reichsdorf.
Während der Französischen Revolution war Dangolsheim ein Dorf der Bailliage de Haguenau, der Ballei um Hagenau.
Von 1871 bis zum Ende des Ersten Weltkrieges gehörte Dangolsheim als Teil des Reichslandes Elsaß-Lothringen zum Deutschen Reich und war dem Kreis Molsheim im Bezirk Unterelsaß zugeordnet.
Von 1992 bis 31. Dezember 2007 bildete Dangolsheim mit Bergbieten und Flexbourg die Communauté de communes des Villages du Kehlbach mit Sitz in Dangolsheim. Am 1. Januar 2008 trat sie mit den beiden anderen Gemeinden der Communauté de communes de la Porte du Vignoble bei, die wiederum 2017 in der Communauté de communes de la Mossig et du Vignoble aufging.

## Wappen
Wappenbeschreibung: In Blau ein goldener Tempel mit drei Stufen, vier Säulen und einem Kuppeldach.

## Bevölkerungsentwicklung
| Jahr                       | 1910 | 1962 | 1968 | 1975 | 1982 | 1990 | 1999 | 2006 | 2012 | 2021 |
| Einwohner                  | 463  | 446  | 503  | 531  | 514  | 493  | 603  | 624  | 718  | 697  |
| Quellen: Cassini und INSEE |      |      |      |      |      |      |      |      |      |      |

## Wirtschaft und Infrastruktur
Das Gemeindegebiet wird größtenteils landwirtschaftlich, besonders auch für den Weinbau genutzt. Durch Dangolsheim führt die Elsässer Weinstraße.

## Sehenswürdigkeiten
- Kirche Saint-Pancrace

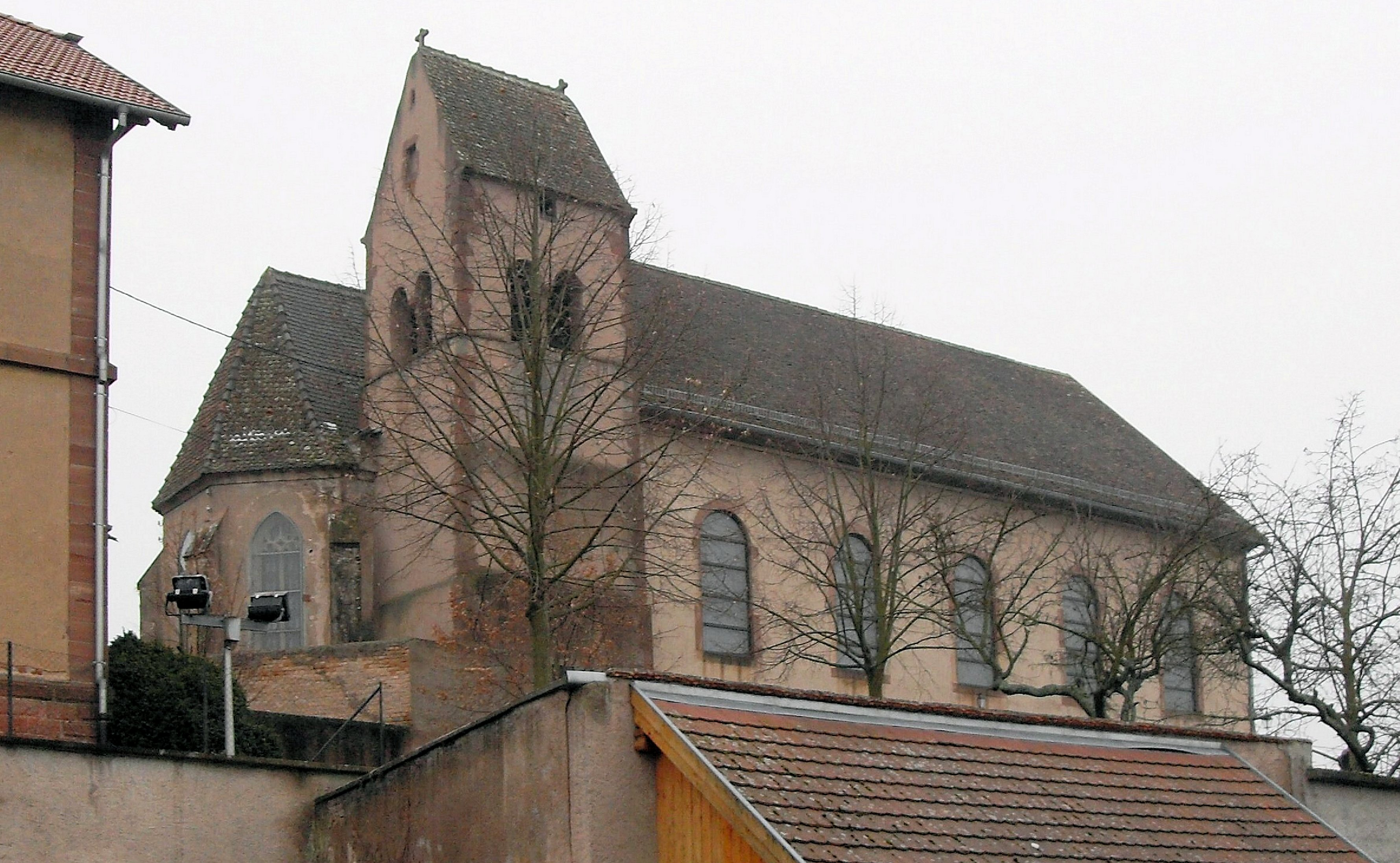
Nordseite Saint-Pancrace
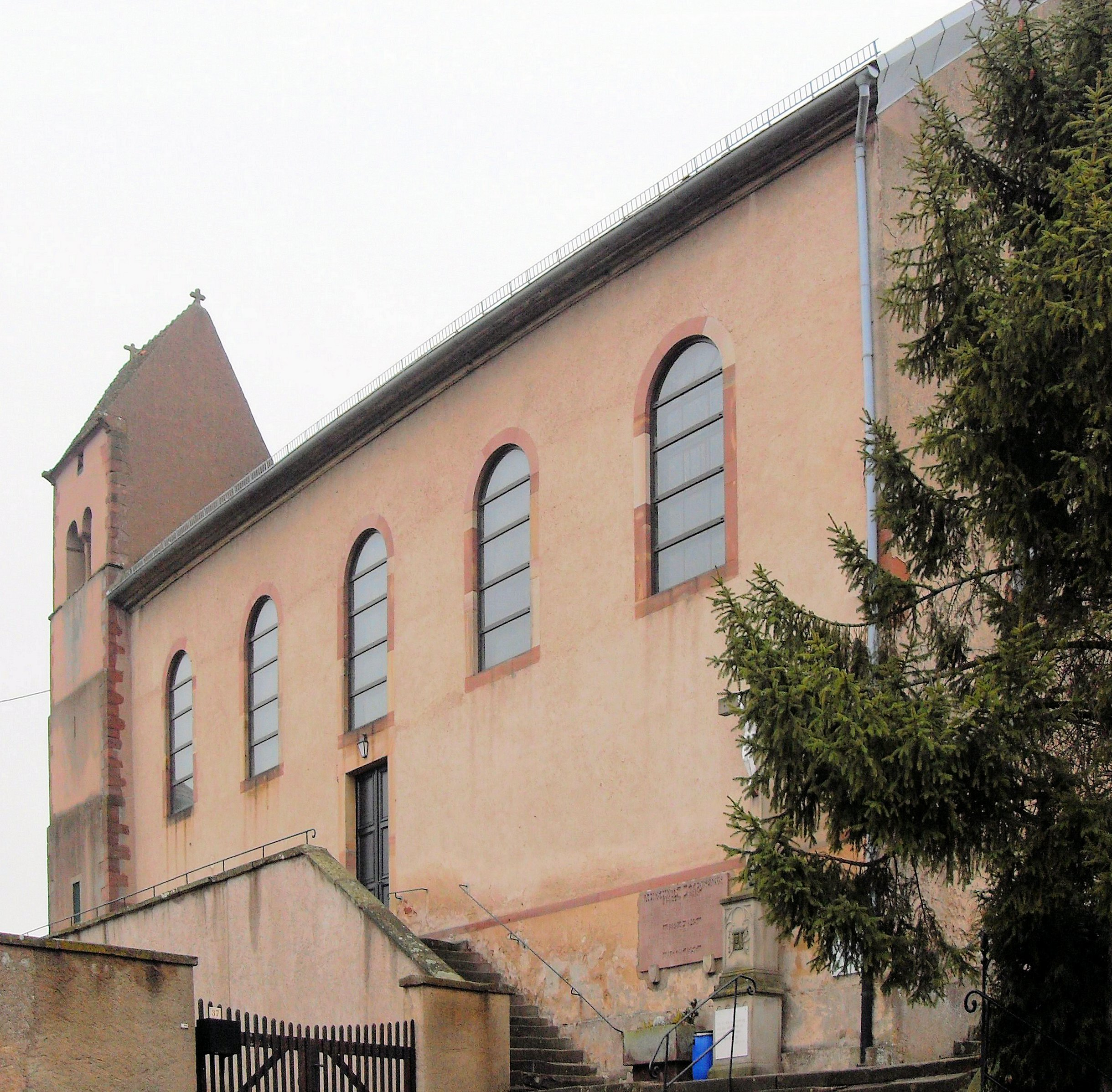
Nordwestseite Saint-Pancrace
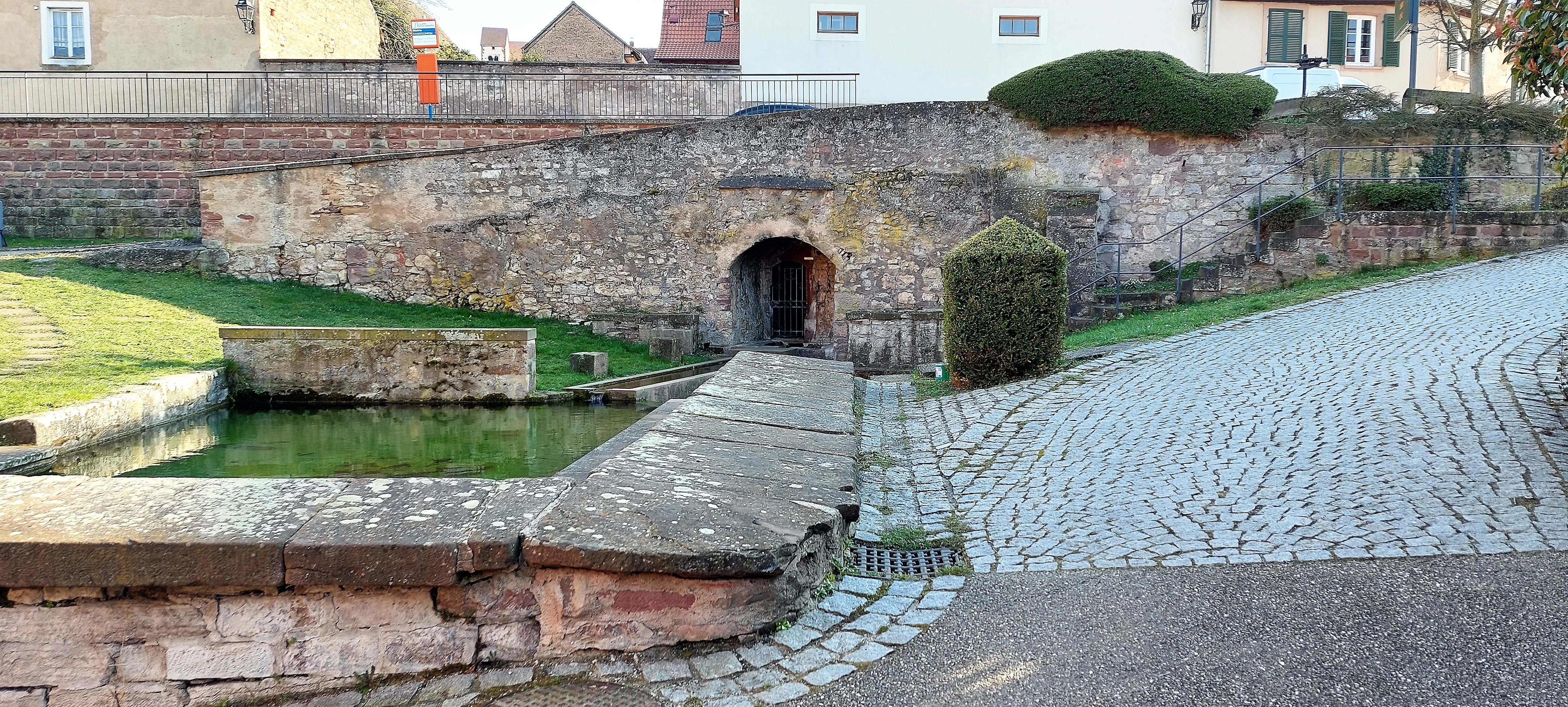
Lavoir

Die Kirche St. Pankratius (Saint-Pancrace) weist im Wesentlichen drei Bauabschnitte auf: Der Turm stammt aus romanischer Zeit, der Chor aus dem 16. Jahrhundert ist der Gotik zuzurechnen und das Kirchenschiff im neoklassischen Stil stammt aus dem Jahr 1843. Wertvolle Teile der Ausstattung sind nicht mehr hier vorhanden: Ein Retabel befindet sich im Straßburger Münster und die sogenannte Dangolsheimer Madonna, ein Hauptwerk der rheinischen Gotik befindet sich in der  Skulpturensammlung in Berlin.